# اکسالیل کلرید
اکسالیل کلرید (به انگلیسی: Oxalyl chloride) با فرمول شیمیایی C۲O۲Cl۲ یک ترکیب شیمیایی است. که جرم مولی آن ۱۲۶٫۹۳ g/mol می‌باشد. شکل ظاهری این ترکیب، مایع بی‌رنگ است.